# Sven Sörmark
Sven Ingemar Sörmark, född 27 april 1923 i Hörby, Skåne, död 13 oktober 1987 i Solna församling, Stockholms län, var en svensk tidningsman och författare. 

## Biografi
Sörmark var direktör i Åhlén & Åkerlund 1962–1965 innan han gick till Aftonbladet där han var chefredaktör 1966–1969. Han flyttade sedan till veckopressen och var chefredaktör för Hemmets Journal 1971–1974 för att sedan bli förlagsdirektör i Allers förlag 1974. Han återknöts sedan till Hemmets Journal och blev chefredaktör för Vecko-Journalen 1978.
Sörmark skrev nio kriminalromaner med start 1969. Han var medlem i Skånska Deckarsällskapet och ledamot i Svenska Deckarakademin.
Sven Sörmark är begravd på Solna kyrkogård.

### Artiklar
- Den svenska deckarens rötter, i Jury nr 2–3 1985